# Provincia di Cremona (Lombardo-Veneto)
La provincia di Cremona era una provincia del Regno Lombardo-Veneto, istituita nel 1815 ed esistita dal 1816 al 1859.
Capoluogo era la città di Cremona.

## Organi
Come tutte le province del Regno, anche Cremona era guidata da un Regio Delegato di nomina imperiale, aiutato da un'Imperial Regia Delegazione Provinciale che si occupava dei vari settori dell'amministrazione pubblica. A rappresentare le classi agiate vi era una Congregazione Provinciale nominata dal Governo su proposta della Congregazione Centrale, e composta da tre nobili e tre possidenti della provincia, più un borghese del capoluogo e più il Regio Delegato che la presiedeva.

## Storia
La provincia fu creata nel 1816 all'atto della costituzione del Regno Lombardo-Veneto, smembrando il dipartimento dell'Alto Po di epoca napoleonica (l'altra provincia ottenuta fu quella di Lodi e Crema).

### Suddivisione amministrativa all'atto dell'istituzione (1816)
All'atto dell'istituzione, la provincia era divisa in 12 distretti, a loro volta suddivisi in numerosi comuni:
- distretto I di Cremona[1]
  - Cremona, Corpi Santi di Cremona, Duemiglia, Ardole San Marino, Bagnarolo, Ca de' Bonavogli, Ca de'Cervi, Ca de' Marozzi con Ca d'Alemanni, Ca de'Quinzani, Ca de' Sfondrati, Ca de' Stefani, Cicognolo con Castel Manfredi, Gadesco con Ca de' Mari, Gazzo con Compagni, Malagnino con Ronco Malagnino, Sant'Ambrogio Malongola, Santa Lucia Lama, Vigolo e Cervellara, Montanara con Redondesco, Mottaiola de' Padri, Pieve Delmona con Torre Nuova, Pieve San Giacomo con Torre de' Berteri, San Giacomo Lovera con Visnadello, San Savino, Sette Pozzi con Casal Malombra e Santa Lucia Lama, Silvella con Ca de' Variani ed Ognissanti, Torre de' Berteri, Vighizzolo, Vescovato
- distretto II di Soncino[2]
  - Albera con Salvarola de' Patti, Salvarola de' Vassalli e Ronco Todeschino, Casaletto di Sopra, Cumignano con Castelletto Barbò, Fiesco con Santa Marta, Romanengo, Romanengo del Rio con Melotta, Soncino, Ticengo, Trigolo
- distretto III di Soresina[3]
  - Acqualunga Badona, Azzanello, Barzaniga con Cassina Barbova, Bordolano con Crotta Nuova di Bordolano, Casalmorano, Castelvisconti, Ca Nuova con Olzano, Cappella Cantone, Castelleone, Cornaletto, Corte Madama, Formigara, Genivolta con Dosso Stelluzzo, Gombito, Grontorto, Mirabello, Oscasale, San Bassano, Santa Maria Sabbione, Soresina, Vinzasca, Zanengo
- distretto IV di Pizzighettone[4]
  - Acqua Negra, Annicco, Breda de' Bugni con Castagnino Secco, Breda Lunga, Ca Nuova del Morbasco, Castelnuovo del Zappa Corrado, Cavatigozzi con Passirano, Cortetano con Valcarengo, Costa Sant'Abramo con Cura d'Affaitati, Crotta d'Adda, Farfengo, Fengo, Grumello, Licengo con Castelletto Anghinore, Luignano, Ossolaro, Paderno, Pizzighettone con Gera e Regona, Polengo con Casarosio, San Gervaso, Sesto, Spinadesco
- distretto V di Robecco[5]
  - Alfiano nuovo e vecchio, Aspice, Barbiselle, Bertana Bocida, Bettenesco, Campagnola, Carpaneta con Dosimo e Villasco, Castelnuovo Gherardi, Casalbuttano, Casalsigone, Cavallara con Mancapane, Cignone, Corte de' Cortesi con Cantonada, Corte de' Frati con Noce Garione, Dosso Baroardo, Gambina con Barchetti, Grimone, Grontardo, Levata, Livrasco con Ca de' Stirpi, Marzalengo, Monastirolo con Gallarano, Olmeneta con Trecchina, San Martino delle Ferrate e Ca del Bosco, Ossalengo con Costa Santa Caterina, Persico con Persichello e Acqualunga Sant'Abbondio, Pozzaglio, Prato con San Pietro Delmona, Quistro, Robecco, San Martino in Beliseto con Borgo Nuovo Cappello, San Vito, San Sillo, Scandolara Ripa d'Oglio, Solarolo del Persico, Villanuova con Brazzoli
- distretto VI di Pieve d'Olmi[6]
  - Alfeo con Castel Celano e Reboana, Bonemerse con Farisengo, Brancere, Ca de' Staoli, Carettolo con Casazza, Ca de' Corti con Ca de' Cagliani, Casalorzo Boldori con Ca de' Pedroni, Casalorzo Geroldi, Ca Nuova d'Offredi, Cella con Campagna, Cingia de' Botti con Pieve Gurata, Mottaiola de' Coppini, Castelletto di Sotto, Derovere con Ca de' Novelli, Dosso de' Frati, Fontana, Forcello con Lago Scuro, Gere de' Capriolo con Bosco ex Parmigiano, Gere del Pesce con Gere de' Zaneboni e Gere ex Parmigiano, Isola de' Pescaroli, Longardore con Casaletto Nadalino, Motta Baluffi con Bellozza, Pieve d'Olmi con Borlenga, Bardella, Capellana, Gambina, Ca de' Gatti e Pieve d'Olmi ex Parmigiano, Sommo con Porto e Bosco ex Parmigiano, Pugnolo, San Daniele, San Fiorano, San Lorenzo Mondinari, Santa Margherita con Santa Margherita ex Parmigiano, San Salvatore, Solarolo Paganino, Solarolo Monasterolo con Stagno Pallavicino, Sospiro, Straconcolo con Straconcolo ex Parmigiano, Tidolo, Vedesetto con Gurata
- distretto VII di Casalmaggiore[7]
  - città di Casalmaggiore con vicinanze di Casalmaggiore (Agoiolo, Brugnolo, Caminata, Cappella e Gamabalone, Casal Bellotto, Fossa Caprara, Quattro Case, Rivarolo del Re, Roncadello, Staffolo, Vico Belignano, Vico Bonghisio, Vico Moscano e Villa Nuova), Caruberto con San Faustino, Castel Ponzone, Gussola con Bellena e Caprile, Martignana, Spineda, San Lorenzo Aroldo con Cornale, San Martino del Lago, Scandolara Ravara, Solarolo Rainerio, Torricella del Pizzo con Torricella ex Parmigiano
- distretto VIII di Piadena[8]
  - Breda Guazzona con Gattarolo Bonserio e Gattarolo Cappellino, Calvatone, Casteldidone, Ca de' Soresini con Villa de' Talamazzi, Castelfranco con Carzago, Colombarolo, Drizzona, Piadena, Pontirolo, Romprezzagno, Recorfano con Cassina de' Grossi, San Giovanni in Croce, San Lorenzo Guazzone, San Paolo Ripa d'Oglio, Tornada, Vho, Voltido
- distretto IX di Pescarolo[9]
  - Bina Nuova, Brol Pasino, Ca d'Andrea con San Pietro Medegallo, Ca de' Gaggi, Cansero, Cappella de' Picenardi, Castelnuovo del Vescovo, Dosso Pallavicino, Fossa Guazzona, Gabbioneta, Isolello, Monticelli Ripa d’Oglio con Ca de' Ferrari, Pessina con Sant'Antonio d'Anniata, Pieve San Maurizio, Pieve Terzagni, Pozzo Baronzio, Ronca de' Golferami, San Lorenzo de' Picenardi con Ca Nuova de' Biazzi, Stilo de' Mariani, Torre d'Angiolini, Torre de' Malamberti, Villa Rocca con Quadri
- distretto X di Bozzolo[10]
  - Bozzolo; Gazuolo con Noce Grossa, Pomara e Belforte; Rivarolo con Cividale; San Martino dall'Argine
- distretto XI di Sabbionetta[11]
  - Commessaggio; Sabbionatta con Ponteterra, Villa Pasquali, Breda Cisoni e Commessagio di Là
- distretto XII di Viadana
  - Dosolo, Pomponesco, Viadana

Nel 1844 i distretti  X, XI e XII passarono alla provincia di Mantova.

### Variazioni amministrative
- 1817
  - Mottaiola de' Padri aggregato a Vighizzolo
- 1823
  - Aspice aggregato ad Alfiano
  - Bertana Boccida aggregato a Bettenesco
  - Bredalunga aggregato a Sesto
  - Cà de' Cervi aggregato a Ca' de' Bonavogli
  - Cà de' Marozzi con Cà d'Alemanni aggregato a Malagnino
  - Carettolo aggregato a Bonemerse
  - Grimone aggregato ad Alfiano
  - San Giacomo Lovera aggregato a Sette Pozzi
  - Santa Margherita aggregato a Sommo con Porto
  - Solarolo Paganino aggregato a Isola Pescaroli
  - Tidolo aggregato a Sospiro
  - Torre de' Berteri aggregato a Pieve San Giacomo
- 1824
  - Livrasco aggregato a Ossalengo
- 1828
  - Fontana aggregato a Pugnolo
  - Sette Pozzi aggregato a Malagnino
- 1829
  - Casalorzo Boldori aggregato a Casalorzo Geroldi
  - Sommo con Porto aggregato a San Daniele Po
- 1830
  - San Fiorano aggregato a Pieve d'Olmi
- 1840
  - Monasterolo con Gallarano aggregato a Robecco
- 1841
  - Alfeo aggregato a Cella
  - Campagnola aggregato a Corte de' Cortesi
  - Cornaleto aggregato a Formigara
  - Dosso Pallavicino aggregato a Cappella de' Picenardi
  - Farfengo aggregato a Grumello
  - Romanengo del Rio aggregato a Casaletto di Sopra
  - San Gervaso aggregato a Paderno
  - Villanuova con Brazzoli aggregato a Castelnuovo Gherardi
  - Vinzasca aggregato a Gombito
- 1842
  - Oscasale aggregato a Cappella Cantone

### La riforma dei distretti del 1853
La notificazione del 23 giugno 1853 ridusse i distretti da 9 a 8:
- distretto I di Cremona
- distretto II di Sospiro
- distretto III di Casalmaggiore
- distretto IV di Robecco
- distretto V di Piadena
- distretto VI di Soresina
- distretto VII di Soncino
- distretto VIII di Pizzighettone

### Passaggio al Regno di Sardegna (1859)
Nel 1859, in seguito alla seconda guerra d'indipendenza, la Pace di Zurigo dispose l'annessione della Lombardia (esclusa Mantova e gran parte della sua provincia) al Regno di Sardegna.
Il governo sardo emanò il Decreto Rattazzi, che ridisegnava la suddivisione amministrativa del regno. La provincia di Cremona fu così ampliata, comprendendo il territorio cremasco, ottenuto dallo smembramento della provincia di Lodi e Crema e, fino al 1866, i comuni già della provincia di Mantova sulla riva destra del fiume Oglio.